# Epizoanthus thalamophilus
Epizoanthus thalamophilus is een Zoanthideasoort uit de familie van de Epizoanthidae. De wetenschappelijke naam van de soort is voor het eerst geldig gepubliceerd in 1888 door Hertwig.